# Гей, тату!
«Гей, тату!» (англ. Hey, Pop!) — американська короткометражна кінокомедія Альфреда Дж. Гулдінга 1932 року з Роско Арбаклом у головній ролі.

## Сюжет
Фатті (Роско Арбакл) намагається не допустити, щоб дитину, яка залишилася без матері, відправили до притулку для сиріт. Проте врешті-решт він сам опиняється в цьому ж притулку.

## У ролях
- Роско «Товстун» Арбакл — Фатті
- Конні Елмі — власниця квартири
- Флоренс Ауер
- Біллі Геєс — Білл
- Лео Гойт
- Фріц Г'юберт
- Дж.Ф. Лі
- Гершел Майял — суддя змагання
- Джек Шутта — власник ресторану
- Мілтон Воллес
- Ден Волхайм